# Fulvio Collovati
Fulvio Collovati (Teor, Údine, 9 de mayo de 1957) es un exfutbolista italiano. Se desempeñaba en la posición de defensa.

## Selección nacional
Fue internacional con la selección de fútbol de Italia en 50 ocasiones y marcó 3 goles. Debutó el 24 de febrero de 1979, en un encuentro amistoso ante la selección de los Países Bajos que finalizó con marcador de 3-0.

### Participaciones en Copas del Mundo
| Mundial                        | Sede   | Resultado        |
| ------------------------------ | ------ | ---------------- |
| Copa Mundial de Fútbol de 1982 | España | Campeón          |
| Copa Mundial de Fútbol de 1986 | México | Octavos de final |

### Participaciones en Eurocopas
| Eurocopa                | Sede          | Resultado        |
| ----------------------- | ------------- | ---------------- |
| Eurocopa Sub-21 de 1978 | Sin sede fija | Cuartos de final |
| Eurocopa 1980           | Italia        | Semifinal        |

## Clubes
| Club           | País   | Año         |
| -------------- | ------ | ----------- |
| A. C. Milan    | Italia | 1976 - 1982 |
| Inter de Milán | Italia | 1982 - 1986 |
| Udinese Calcio | Italia | 1986 - 1987 |
| A. S. Roma     | Italia | 1987 - 1989 |
| Génova F. C.   | Italia | 1989 - 1993 |

## Palmarés

### Campeonatos nacionales
| Título      | Club        | País   | Año     |
| ----------- | ----------- | ------ | ------- |
| Copa Italia | A. C. Milan | Italia | 1976-77 |
| Serie A     | A. C. Milan | Italia | 1978-79 |
| Serie B     | A. C. Milan | Italia | 1980-81 |

### Copas internacionales
| Título                 | Equipo              | País   | Año  |
| ---------------------- | ------------------- | ------ | ---- |
| Copa Mundial de Fútbol | Selección de Italia | Italia | 1982 |
| Copa Mitropa           | A. C. Milan         | Italia | 1982 |